# Грчка општина у Војводини
Грчка општина у Војводини била је привремена аутохтона заједница и екстериторијалне општине Грчке у селу Буљкес (данашњи Маглић), у околини Бачког Петровца, у периоду од 1945. до 1949. У њој су важили грчки законски прописи, које је Југославија признавала. Ово изузеће из јурисдикције једне државе био је без преседана и куриозитета у државничкој пракси Србије, све до формирања тзв. Републике Косово.

## Називи
У литератури и бројним новинским чланцима могу се наћи следећи називи за ову привремену заједницу Грка у ФНР Југославији од 1945—1949. године: Екстериторијалне општине Грчке у селу Буљкес — Грчка општина у Војводини — Грчка Република у ФНР Југославији — Буљкеска комуна — Буљкешки експеримент — Аутохтона заједница Грка у ФНР Југославији.

## Предуслови који су владали у Буљкесу пре доласка Грка
Данашњи Маглић у свом развоју има је четири фазе: средњовековну, немачку (1786—1945), грчку (1945—1949) и југословенску. Буљкес је током 18. и 19. века прилично брзо растао и 1900. године имао је преко 3.000 становника, доминантно Немаца, који су се за време Првог и Другог светског рата ставили у службу окупатора.
У Буљкесу Немци су остали до краја Другог светског рата, када су се једним делом повукли са окупационом Немачком војском, а другим делом су били протерани у Немачку. Сва имања куће и окућнице у околини и у селу Буљкесу су национализовани од стране новоосноване комунистичке власти.
Након што је Буљкес маја месеца 1945. године испражњен од староседелаца и стоке, његове куће и окућнице изгледале су некако аветињски пусто и чекале нове становнике. Били су то прво Грци, а после њиховог исељавања, Херцеговци, Црногорци, Личани итд.

## Историја
Након завршетка Другог светског рата, у Грчкој је беснео грађански рат између владиних снага и побуњених комунистичких герила. У овом сукобу новооснована Комунистичка Југославија подржавала је комунистичку герилу Грчке, и да би их заштитила од репресалија, у лето 1945. године примила је избеглице, које су махом чинили припадници Ослободилачке војске ЕЛАС (комесари, команданти, партијски руководиоци) заједно са својим породицама. Тако се у новоосновани грчки избеглички камп у Буљкесу маја месеца 1945. године, у намештене куће новооснованог кампа, доселило 4.023 грчких избеглица (од чека само 161 жена и 30 деце). До распуштања ове заједнице 1949. у Буљкесу је живело 4.500 становника.

### Оснивање и живот у Буљкеској општини
У другој половини 1945. године Буљкес је био само сабирни логор, у који су војници долазили на опоравак, и враћали у Грчку. Међутим касније је живот у Буљкесу постао све организованији. У Буљкесу су основане радионице, болница, сиротиште, библиотеке и школа. Постојала је и штампарија која је штампала новине. Постојала је и штампарија која је штампала новине „Глас Буљкеса”, часопис за децу „Аетопула” (Орлићи/Понири), школске уџбенике, а касније и новац који се користи само у Буљкесу, „Буљкески динар”.
Буљкес је био намерно затворен и изолован од своје околине (по жељи грчког комунистичког руководства). Општином је управљао, како политички тако економски, посебан орган који је радио по одлукама ЦК Комунистичке партије Грчке и био званично признат од стране југословенских власти. Како је то била екстериторијалне општине Грчке у њој су важили грчки законски прописи. 
О реду и миру у општини бринула се полиција „ИКА”, а средство плаћања била је грчка монета - драхма, и новац који је штампан у Буљкесу - Буљкески динар. Док су плате запослених у поређењу са платама српски радника биле мање. За време свог боравка у Букљесу, Грци су водили и матичне књиге рођених, венчаних и умрлих.
Тешка ситуација у изолацији изазивала је незадовољство код становништва и доводила до својевољног напуштања села, што се од стране управе општине класификовало као дезертерство и кажњавало.
Покушај да се направи економски самодовољна заједница, која би ослободила југословенске власти од великих трошкова одржавања ускоро показало неизводљиво. Упркос релативно великим површинама под пољопривредним културама, село је зависило од хране коју су добијали од ЈНА, Србије и војвођанских власти, Црвеног крста и других извора.
Грци су се једним делом укључивали и у живот Југославије, нпр. слањем своје посебне једине у радне акције попут оне на изградњи пруге Шамац-Сарајево. Због несташице огрева, Грчки досељеници су у дугим хладним зимама посекли сва стабла дудова која су красила насеље - и дрво употребили за огрев.

### Крај Буљкеске општине
Крај Буљкеске општине почео је 1948. године са избијањем сукоба између Комунистичке партије Југославије (КПЈ) и Информбироа. Резолуција Информбироа поделила је Грке у Буљкесу. Једни су подржавали Резолуцију а други КПЈ.
Како су лидери Комунистичке партије Грчке и ДАГ, после извесног оклевања, у великој мери подржали Информбиро, и они у Буљкесу су их следили. У јуну 1948. године Захариадис је отишао у Москву и пред Централним комитетом Комунистичке партије Совјетског Савеза изнео своје виђење односа између Комунистичке партије Грчке и Комунистичке партије Југославије, и оптужио југословенску партију и државно руководство за мешање у унутрашње послове грчке партије. Захариадис је посебно оптужио Александра Ранковић за његову сарадњу са високим функционером Комунистичке партије Грчке Михалисом Пектасидисом. Пактасидис је оптужен за одржавање блиских односа са „југословенским друговима”, да је „дезертирао из ДАГ-а” и придружио са Ранковићевој УДБ-и, што је довело до дубоког раскола међу руководством и члановима у општини Буљкес.
Тако је Михалис Пектасидис постао најпознатији жртва међусобне и немилосрдне конфронтације међу подељеним лидера Буљкеса. Априла 1948. године, избачен је из Комунистичке партије Грчке, а убрзо је (почетка новембра 1948. г.) нестао из Буљкеса. Према једном тумачењу, био је ликвидиран на Дунавском острву или бачен у бунар у Буљкесу. Неки други чланови Буљкеса, пројугословенски оријентисане групе, такође су нестали из села на исти начин. Подстакнута Пектасидисовим нестанком, југословенске власти су у ноћи између 6. и 7. новембра 1948, узалуд тражили да Комунистичка партија Грчке и руководство ДАГ-а ухапсе шест Буљкеских становника, осумњичених за ова недела.
Поводом ових догађаја Александар Ранковић је хитно обавестио Тита 7. јуна 1948. од проблемима са партијским руководством Грчке и ситуацијом на граници, и у њему између осталог навео:
| „ | Грцима у Буљкесу треба дозволити да оду уколико то желе. Њихов одлазак би био јако користан за нас, јер је лидерство Буљкес у рукама лопова и непријатеља наше земље, јер су су нам нанели велику материјалну и економски штету...и нагласио да... Македонци и македонска деца не желе да напусте Југославију, и да је грчко руководство зна за ту чињеницу, и да постоје индиције да ће почети кампању против нас по овом питању. | ” |

Такође у јулу 1948. године у извештају о политичком стању у Буљкесу и финансијском пословању, Тито је био упозорен на репресивно понашања Буљкеског руководства, које није дозвољавало никоме да се исели из села. То је у извештају документовано кроз 85 сведочења прикупљених од стране југословенског истражног комитет. Руководство Буљкеса је, према овом извештају Титу, створила око себе круг привилегованих људи који су имали разне бенефиције, и преко њих спроводило репресивне мера, укључујући и премлаћивање; терање болесних, старих људи и деце на принудни рад, а оне који су желели да напусте село су физички малтретирани. Људи из Одбора Буљкеса су оптужени и за намерно присвајања новца намењеног примаоцима, како би створили утисак међу избеглицама да је новац задржала Југословенска пошта. Прогањали су и родитеље који нису дозволили да се њихова деца пошаљу у земље „са народом демократијом”. На крају у извештају УДБ-е између осталог стоји и закључак: 
| „ | Да руководство Грчке КП у суштини одржава непријатељски став према ФНРЈ. Да у свакој прилици клевета партијско и и државно руководство (ФНРЈ)... И да покушава да минимизирају значај и помоћ наша влада коју је она обезбедила за борбу грчког народа, називајући нас разним погрдним називима и упоређујући нас са фашистичким земљама. | ” |

Да би се спречило даље међусобно трвење па и убијање у заједници, и окончали сукоби ГКП са КП Југославије, а на основу меморандума Одбора Буљкеса упућеног влади Југославије, у лето 1949. године донета је одлука да Грци који су за Резолуцију буду исељени, а они који су одани КПЈ имају право слободног избора.
На коначни став Југословенске владе и почетак расељавања становника Буљкеса, утицао је пре свега меморандум руководства Буљкеса на челу са Михаилосом Сустасом упућеног председнику југословенске владе и министру спољних послова Едварду Кардељу 8. августа 1949. у коме се тражило пресељење становника Буљкеса у Чехословачку, преко Мађарске територије.
Расељавање присталица Информбироа почело је крајем августа 1949. Прва група (1200 особа) из Буљкеса је пребачен до мађарске границе, а током прве половине септембра у наредне три транспорта пребачени су и преосталим члановима бившег грчке „црвене комуне” преко Мађарске у Чехословачку.

### Стање у Буљкесу након гашења Грчке општине
Становници Буљкеса који су остали верни Информбироу и КПГ отишли су возом за Чехословачку. Одатле, делом, у Пољску и друге земље источног блока.
После масовног расељавања Грка у Буљкесу је остало око 800 грчких избеглица, од којих је касније већина емигрирала у јужну Македонију. Неколико њих је остало и данас живе у Маглићу као држављани Србије.
Буљкес је потом био поново ненасељен. Ново насељавање почиње у другој половини а нарочито пред крај 1949. године. Први и најбројнији досељеници су били из југоисточног Баната и других делова Војводине, из Босне и Херцеговине, Лике и других крајева. Најмасовнији талас досељавања започиње пред крај 1949. године а нарочито 1950. године досељеницима из Србије са подручја Грделичке клисуре. Завршетком овог досељавања означен је и крај досељавања, јер су скоро све куће биле усељене.
Грађани су крајем 1949. године одлучили да назив места Буљкес промене у Маглић, по планини Маглић која се налази на тромеђи Босне, Херцеговине и Црне Горе.

## Антифашистичка организација Грчки Буљкес
Током 2013. године, потомци грчких партизана, расути широм света, основали су Антифашистичку организацију Грчке „Буљкес”, регистровану у Будимпешти. Те године њих око 120, посетило је Маглић, и упознали се са местом које памте по другом имену и само из прича својих родитеља.